# Lista över de vanligaste efternamnen i Sverige
Det här är en lista över de vanligaste efternamnen i Sverige.

## Lista över efternamn
Sveriges vanligaste efternamn 2024.
|    | Efternamn  | Namntyp      | Antal   |
| -- | ---------- | ------------ | ------- |
| 1  | Andersson  | Patronymikon | 217 631 |
| 2  | Johansson  | Patronymikon | 215 841 |
| 3  | Karlsson   | Patronymikon | 160 720 |
| 4  | Nilsson    | Patronymikon | 149 635 |
| 5  | Eriksson   | Patronymikon | 121 053 |
| 6  | Larsson    | Patronymikon | 110 848 |
| 7  | Olsson     | Patronymikon | 93 203  |
| 8  | Persson    | Patronymikon | 92 897  |
| 9  | Svensson   | Patronymikon | 86 736  |
| 10 | Gustafsson | Patronymikon | 62 887  |
| 11 | Pettersson | Patronymikon | 56 019  |
| 12 | Jonsson    | Patronymikon | 50 338  |
| 13 | Jansson    | Patronymikon | 43 048  |
| 14 | Hansson    | Patronymikon | 38 743  |
| 15 | Carlsson   | Patronymikon | 30 418  |
| 16 | Bengtsson  | Patronymikon | 30 204  |
| 17 | Jönsson    | Patronymikon | 27 506  |
| 18 | Lindberg   | Naturnamn    | 27 312  |
| 19 | Petersson  | Patronymikon | 25 469  |
| 20 | Magnusson  | Patronymikon | 24 733  |